# 1994. évi téli olimpiai játékok
Az 1994. évi téli olimpiai játékok, hivatalos nevén a XVII. téli olimpiai játékok egy több sportot magába foglaló nemzetközi sportesemény volt, melyet 1994. február 12. és február 27. között rendeztek meg a norvégiai Lillehammerben.

## Részt vevő nemzeti olimpiai bizottságok
Az alábbi nemzetek olimpiai csapatai küldtek sportolókat a játékokra. Zárójelben az adott nemzeti csapatban induló sportolók létszáma.
Tizenöt újabb ország (ezek vastagítással kiemelve) sportolóival bővült a téli olimpiai játékok résztvevőinek száma; megjelentek a Szovjetunió utódállamai, és Csehszlovákia is szétvált, így külön indított csapatot Csehország és Szlovákia. 34 év után Dél-Afrika is újra részt vehetett, amely  az 1964-es olimpiától kezdve el volt tiltva a játékokon való részvételtől a országban uralkodó fajüldöző rendszer miatt.
- Egyesült Államok (USA) (147 – 95 férfi, 52 nő)
- Amerikai Szamoa (ASA) (2 – 2 férfi)
- Amerikai Virgin-szigetek (ISV) (8 – 7 férfi, 1 nő)
- Andorra (AND) (6 – 4 férfi, 2 nő)
- Argentína (ARG) (10 – 4 férfi, 6 nő)
- Ausztrália (AUS) (25 – 18 férfi, 7 nő)
- Ausztria (AUT) (80 – 65 férfi, 15 nő)
- Belgium (BEL) (5 – 2 férfi, 3 nő)
- Bermuda (BER) (1 – 1 férfi)
- Bosznia-Hercegovina (BIH) (10 – 8 férfi, 2 nő)
- Brazília (BRA) (1 – 1 férfi)
- Bulgária (BUL) (17 – 10 férfi, 7 nő)
- Chile (CHI) (3 – 3 férfi)
- Ciprus (CYP) (1 – 1 nő)
- Csehország (CZE) (63 – 47 férfi, 16 nő)
- Dánia (DEN) (4 – 4 férfi)
- Dél-afrikai Köztársaság (RSA) (2 – 1 férfi, 1 nő)
- Dél-Korea (KOR) (21 – 11 férfi, 10 nő)
- Észtország (EST) (26 – 17 férfi, 9 nő)
- Fehéroroszország (BLR) (33 – 21 férfi, 12 nő)
- Fidzsi-szigetek (FIJ) (1 – 1 férfi)
- Finnország (FIN) (61 – 47 férfi, 14 nő)
- Franciaország (FRA) (98 – 68 férfi, 30 nő)
- Grúzia (GEO) (5 – 5 férfi)
- Görögország (GRE) (9 – 7 férfi, 2 nő)
- Hollandia (NED) (21 – 13 férfi, 8 nő)
- Horvátország (CRO) (3 – 3 férfi)
- Izland (ISL) (5 – 4 férfi, 1 nő)
- Izrael (ISR) (1 – 1 férfi)
- Jamaica (JAM) (4 – 4 férfi)
- Japán (JPN) (59 – 43 férfi, 16 nő)
- Kanada (CAN) (95 – 66 férfi, 29 nő)
- Kazahsztán (KAZ) (29 – 19 férfi, 10 nő)
- Kína (CHN) (24 – 7 férfi, 17 nő)
- Kirgizisztán (KGZ) (1 – 1 nő)
- Lengyelország (POL) (28 – 15 férfi, 13 nő)
- Lettország (LAT) (23 – 19 férfi, 4 nő)
- Liechtenstein (LIE) (10 – 9 férfi, 1 nő)
- Litvánia (LTU) (6 – 3 férfi, 3 nő)
- Luxemburg (LUX) (1 – 1 férfi)
- Magyarország (HUN) (16 – 5 férfi, 11 nő)
- Mexikó (MEX) (1 – 1 férfi)
- Moldova (MDA) (2 – 1 férfi, 1 nő)
- Monaco (MON) (5 – 5 férfi)
- Mongólia (MGL) (1 – 1 férfi)
- Nagy-Britannia (GBR) (32 – 25 férfi, 7 nő)
- Németország (GER) (112 – 79 férfi, 33 nő)
- Norvégia (NOR) (88 – 67 férfi, 21 nő)
- Portugália (POR) (1 – 1 férfi)
- Puerto Rico (PUR) (5 – 5 férfi)
- Románia (ROU) (23 – 13 férfi, 10 nő)
- Olaszország (ITA) (104 – 78 férfi, 26 nő)
- Oroszország (RUS) (123 – 75 férfi, 48 nő)
- Örményország (ARM) (2 – 2 férfi)
- San Marino (SMR) (3 – 3 férfi)
- Spanyolország (ESP) (13 – 8 férfi, 5 nő)
- Svájc (SUI) (59 – 41 férfi, 18 nő)
- Svédország (SWE) (84 – 64 férfi, 20 nő)
- Szenegál (SEN) (1 – 1 férfi)
- Szlovákia (SVK) (42 – 34 férfi, 8 nő)
- Szlovénia (SLO) (22 – 17 férfi, 5 nő)
- Tajvan (TPE) (2 – 2 férfi)
- Törökország (TUR) (1 – 1 férfi)
- Trinidad és Tobago (TRI) (2 – 2 férfi)
- Új-Zéland (NZL) (7 – 5 férfi, 2 nő)
- Ukrajna (UKR) (37 – 20 férfi, 17 nő)
- Üzbegisztán (UZB) (7 – 3 férfi, 4 nő)

## Versenyszámok
A lillehammeri játékokon tizenkettő sportágban illetve szakágban harmincnégy férfi, huszonöt női és kettő vegyes versenyszámban osztottak érmeket. Ezek eloszlásáról ad tájékoztatást az alábbi táblázat.
| Sportág / Szakág           | Versenyszámok száma | Versenyszámok száma | Versenyszámok száma | Versenyszámok száma |
| Sportág / Szakág           | Férfi               | Női                 | Vegyes              | Összes              |
| -------------------------- | ------------------- | ------------------- | ------------------- | ------------------- |
| Alpesisí                   | 5                   | 5                   | 0                   | 10                  |
| Biatlon                    | 3                   | 3                   | 0                   | 6                   |
| Bob                        | 2                   | 0                   | 0                   | 2                   |
| Északi összetett           | 2                   | 0                   | 0                   | 2                   |
| Gyorskorcsolya             | 5                   | 5                   | 0                   | 10                  |
| Jégkorong                  | 1                   | 0                   | 0                   | 1                   |
| Műkorcsolya                | 1                   | 1                   | 2                   | 4                   |
| Rövidpályás gyorskorcsolya | 3                   | 3                   | 0                   | 6                   |
| Síakrobatika               | 3                   | 3                   | 0                   | 6                   |
| Sífutás                    | 5                   | 5                   | 0                   | 10                  |
| Síugrás                    | 3                   | 0                   | 0                   | 3                   |
| Szánkó                     | 2                   | 1                   | 0                   | 3                   |
| Összesen                   | 34                  | 25                  | 2                   | 61                  |

## Éremtáblázat
| Az 1994. évi téli olimpiai játékok éremtáblázatának első tíz helyezettje | Az 1994. évi téli olimpiai játékok éremtáblázatának első tíz helyezettje | Az 1994. évi téli olimpiai játékok éremtáblázatának első tíz helyezettje | Az 1994. évi téli olimpiai játékok éremtáblázatának első tíz helyezettje | Az 1994. évi téli olimpiai játékok éremtáblázatának első tíz helyezettje | Olimpia  |
| ------------------------------------------------------------------------ | ------------------------------------------------------------------------ | ------------------------------------------------------------------------ | ------------------------------------------------------------------------ | ------------------------------------------------------------------------ | -------- |
|                                                                          | Ország                                                                   | Arany                                                                    | Ezüst                                                                    | Bronz                                                                    | Összesen |
| 1.                                                                       | Oroszország (RUS)                                                        | 11                                                                       | 8                                                                        | 4                                                                        | 23       |
| 2.                                                                       | Norvégia (NOR)                                                           | 10                                                                       | 11                                                                       | 5                                                                        | 26       |
| 3.                                                                       | Németország (GER)                                                        | 9                                                                        | 7                                                                        | 8                                                                        | 24       |
| 4.                                                                       | Olaszország (ITA)                                                        | 7                                                                        | 5                                                                        | 8                                                                        | 20       |
| 5.                                                                       | Egyesült Államok (USA)                                                   | 6                                                                        | 5                                                                        | 2                                                                        | 13       |
| 6.                                                                       | Dél-Korea (KOR)                                                          | 4                                                                        | 1                                                                        | 1                                                                        | 6        |
| 7.                                                                       | Kanada (CAN)                                                             | 3                                                                        | 6                                                                        | 4                                                                        | 13       |
| 8.                                                                       | Svájc (SUI)                                                              | 3                                                                        | 4                                                                        | 2                                                                        | 9        |
| 9.                                                                       | Ausztria (AUT)                                                           | 2                                                                        | 3                                                                        | 4                                                                        | 9        |
| 10.                                                                      | Svédország (SWE)                                                         | 2                                                                        | 1                                                                        | 0                                                                        | 3        |